# Cuanto rápido de flujo único
En electrónica, un cuanto rápido de flujo único (RSFQ de acuerdo con su nombre en inglés, Rapid Single Flux Quantum) es un tipo de impulso eléctrico empleado en dispositivos electrónicos digitales que utilizan elementos superconductores para procesar señales digitales basándose en el efecto Josephson. En la lógica RSFQ, la información se almacena en forma de cuantos de flujo magnético y se transfiere en forma de pulsos de voltaje denominados cuantos de flujo único (Single Flux Quantum o SFQ por su nombre en inglés), gestionados mediante su propia lógica superconductora. Otras formas de este tipo de lógicas son la lógica cuántica recíproca (RQL), o la ERSFQ (versión de la RSFQ energéticamente eficiente, que no utiliza resistencias de polarización). Las uniones del tipo Josephson son los elementos activos de la electrónica RSFQ, al igual que los transistores son los elementos activos de la electrónica semiconductora. Se trata de una tecnología digital clásica, y no implica computación cuántica.
Los sistemas RSFQ son muy diferente de los sistemas basados en la tecnología de transistores basada en semicanductores utilizada en las computadoras convencionales:
- Los dispositivos superconductores requieren temperaturas criogénicas.
- Los pulsos de voltaje SFQ de duración de picosegundos producidos mediante el efecto Josephson se utilizan para codificar, procesar y transportar información digital en lugar de los niveles de voltaje producidos por los transistores en la electrónica de semiconductores.
- Los pulsos de voltaje SFQ viajan en línea de transmisión superconductoras que tienen una dispersión muy pequeña, y generalmente insignificante, si ningún componente espectral del pulso está por encima de la frecuencia de la brecha de energía del superconductor.
- En el caso de pulsos SFQ de 1ps, es posible cronometrar los circuitos a frecuencias del orden de 100GHz (un pulso cada 10 picosegundos).

Un pulso SFQ se produce cuando el flujo magnético a través de un bucle superconductor que contiene una unión de Josephson cambia en un cuanto de flujo, Φ0, como resultado de la conmutación de la unión. Los pulsos SFQ tienen un área cuantificada ʃV(t)dt = Φ0 ≈ 2,07×10-15 Wb = 2,07 mV⋅ps = 2,07 mA⋅pH debido a la cuantificación del flujo magnético, una propiedad fundamental de los superconductores. Dependiendo de los parámetros de las uniones de Josephson, los pulsos pueden ser tan estrechos como de 1 ps, con una amplitud de aproximadamente 2 mV, o más amplios (por ejemplo, de entre 5 y 10 ps) con una amplitud correspondientemente menor. El valor típico de la amplitud del pulso es aproximadamente 2IcRn, donde IcRn es el producto de la corriente crítica de la unión, Ic y la resistencia de amortiguación de unión, Rn. Para la tecnología de unión basada en Nb, IcRn es del orden de 1 mV.

## Ventajas
- Interoperable con circuitos CMOS, microondas y tecnología infrarroja
- Frecuencia de funcionamiento extremadamente rápida: desde unas pocas decenas de gigahercios hasta cientos de gigahercios
- Bajo consumo eléctrico: aproximadamente 100.000 veces menor que el de los circuitos de semiconductores, sin tener en cuenta la refrigeración
- La tecnología de fabricación de chips existente se puede adaptar para fabricar circuitos RSFQ
- Buena tolerancia a las variaciones de fabricación
- El circuito RSFQ es esencialmente autocronométrico, lo que hace que los diseños asíncronos sean mucho más prácticos.

## Desventajas
- Requiere refrigeración criogénica, lo que tradicionalmente se ha logrado utilizando fluidos criogénicos como nitrógeno líquido o helio líquido. Más recientemente, los crioenfriadores de ciclo cerrado, por ejemplo, los refrigeradores de tubo de pulso, han ganado una popularidad considerable, ya que eliminan los líquidos criogénicos que son costosos y requieren recarga periódica. El enfriamiento criogénico también es una ventaja, ya que reduce el ruido de Johnson-Nyquist del ambiente de trabajo.
- Los requisitos de refrigeración se pueden reducir mediante el uso de superconductividad de alta temperatura. Sin embargo, hasta la fecha solo se han logrado circuitos RFSQ de muy baja complejidad utilizando superconductores de alta Tc. Se cree que las tecnologías digitales basadas en SFQ se vuelven poco prácticas a temperaturas superiores a ~ 20 K – 25 K debido al aumento exponencial de las tasas de error de bits (conmutación de unión inducida térmicamente) causada por la disminución del parámetro EJ/ kBT con temperatura creciente T, donde EJ = IcΦ0/2π es la energía de Josephson.
- Uno de los inconvenientes iniciales era la disipación de potencia estática, que suele ser entre 10 y 100 veces mayor que la potencia dinámica necesaria para realizar operaciones lógicas. Sin embargo, la disipación de energía estática se eliminó en la versión ERSFQ del sistema RSFQ mediante el uso de inductores superconductores y uniones de Josephson en lugar de resistencias de polarización, la fuente de la disipación de energía estática.

## Aplicaciones
- Dispositivos ópticos y otros de conmutación de red de alta velocidad
- Procesamiento digital de señales, hasta la banda X y más allá
- Enrutadores ultrarrápidos
- Radio definida por software (DEG)
- Conversión analógica-digital de alta velocidad
- Computadoras criogénicas de alto rendimiento[1][2]
- Circuitos de control para qubits superconductores y circuitos cuánticos.